# Dolna Grupa (przystanek kolejowy)
Dolna Grupa – przystanek kolejowy w Dolnej Grupie w gminie Dragacz, w powiecie świeckim, w województwie kujawsko-pomorskim.
Uprzednio przystanek nosił nazwę Górna Grupa. Od 15 czerwca 2025 roku PKP Polskie Linie Kolejowe zmieniły nazwę przystanku.

## Ruch pasażerski
| Rok  | Wymiana pasażerska na dobę |
| ---- | -------------------------- |
| 2017 | 10-19                      |
| 2022 | 20-49                      |